# Liste des maires de Rodez

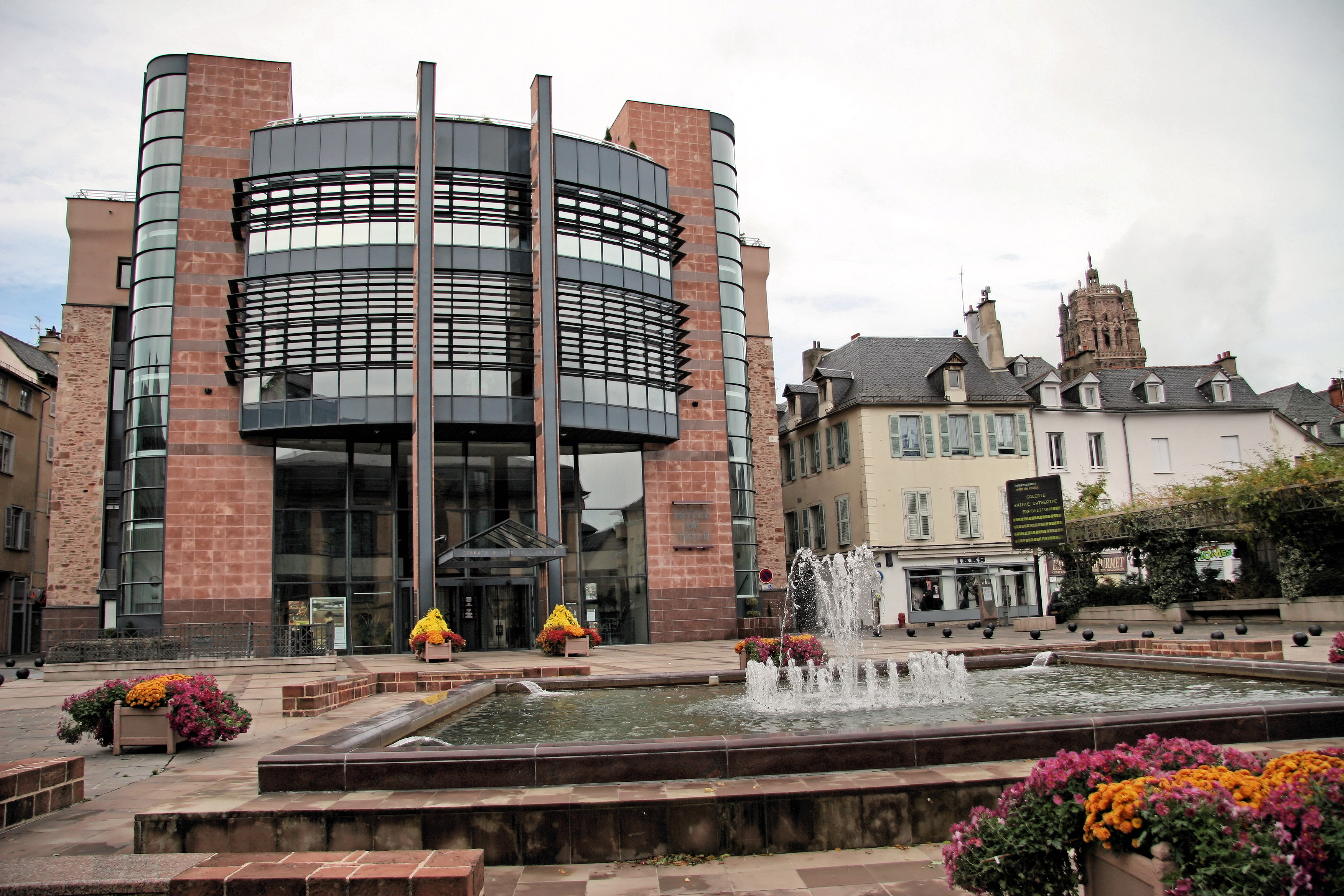
Hôtel de ville de Rodez

Cet article contient une liste des maires de Rodez.

## XVIIIesiècle
| Période         | Période      | Identité               | Étiquette | Qualité |
| --------------- | ------------ | ---------------------- | --------- | ------- |
| 13 février 1790 | 27 août 1790 | Louis-Antoine Bessière |           |         |

## XIXesiècle
Les maires de Rodez sont nommés de 1799 à 1886. Parmi ceux qui ont été nommés, cinq ont refusé de siéger : Auguste de Bonald, Joseph Grandet, le Général Viala, Hyppolyte Montseignat et Gaffier (remplacé par Palous).
| Période            | Période            | Identité                                                                                                   | Étiquette    | Qualité |
| ------------------ | ------------------ | --- | ------------ | --- |
| 4 avril 1806       | 3 août 1811        | Guillaume de Balsac, seigneur de Gamarus et du Cayla - né en 1753                                          |              | Maire - Conseiller général de l'Aveyron                                                                     |
| 3 août 1811        | 26 juin 1813       | Sébastien Viala - né le 17/03/1763 à la Mouline (Olemps) - décédé le 20/01/1849 au Petit Languedoc (Rodez) |              | Maire - Général de brigade - Officier de la Légion d'Honneur                                                |
| 26 juin 1813       | fin septembre 1824 | Joseph André Guillaume Régis Delauro - né le 13/01/1778 à Rodez - décédé le 22/01/1846 à Rodez             |              | Maire - Député - Chevalier de l'ordre royal de la Légion d'Honneur (1821)                                   |
| fin septembre 1824 | 2 août 1830        | Ignace Mainier                                                                                             |              | Maire - Avocat                                                                                              |
| 21 septembre 1830  | 1er août 1835      | Henri Carcenac - né le 1er novembre 1790 à Rodez - décédé le 17 mai 1855 à Rodez                           |              | Maire - Manufacturier, banquier - Membre fondateur de la Société des lettres, sciences et arts de l'Aveyron |
| 20 août 1835       | 18 mai 1838        | Joseph Dominique Bouloumié - né le 19/07/1781 à Cahors - décédé le 15/12/1854 à Rodez                      | Orléaniste   | Maire - Ingénieur du cadastre - Membre fondateur de la Société des lettres, sciences et arts de l'Aveyron   |
| 30 janvier 1839    | 15 mars 1848       | Denis Gratien Jean-Baptiste Yence - né le 26/10/1773 à Rodez - décédé le 06/06/1852 à Rodez                |              | Maire - Propriétaire - Magistrat (substitut du procureur impérial) - Chevalier de la légion d'honneur       |
| 15 mars 1848       | 8 décembre 1849    | Henri Carcenac                                                                                             |              | Maire |
| 8 décembre 1849    | 10 décembre 1852   | Pierre-Blaise Carrère                                                                                      |              | Maire - Ancien élève de l'Ecole Normale Supérieure - Imprimeur                                              |
| 16 novembre 1852   | fin octobre 1869   | Marie Guillaume Adrien Rozier - né le 4 mars 1808 à Rodez - décédé le 14 avril 1885 à Manhac               | Républicain  | Maire - Médecin - Créateur de la Gare de Rodez et de la place du Foirail                                    |
| fin octobre 1869   | 27 novembre 1874   | Bernard Bonaventure Lunet (de la Malène) - né le 26/07/1813 à Campagnac - décédé le 11/11/1892             | Conservateur | Maire - Notaire - Chevalier de la Légion d'Honneur (décret du 11 août 1864)                                 |
| 12 décembre 1874   | 23 janvier 1881    | Charles Boubal                                                                                             | Conservateur | Maire - Avocat                                                                                              |
| mars 1881          | mars 1886          | Adolphe Palous                                                                                             |              | Maire - Négociant                                                                                           |

| Période    | Période               | Identité                                                                          | Étiquette                                              | Qualité |
| ---------- | --------------------- | --------------------------------------------------------------------------------- | ------------------------------------------------------ | --- |
| mars 1886  | 01/02/1898 (suspendu) | Louis Lacombe                                                                     | Gauche Radicale                                        | - Notaire - Conseiller général - Député |
| 26/06/1898 | 06/1899               | Henri Rudelle - né le 1er septembre 1839 à Rodez - décédé le 17 juin 1913 à Rodez | Gauche Radicale                                        | - Président du Tribunal de Commerce - Chevalier de la Légion d'Honneur (1902) |
| 06/1899    | 1925                  | Louis Lacombe                                                                     | Gauche Radicale                                        | |
| 15/05/1925 | mai 1935              | Eugène Raynaldy                                                                   | Gauche Démocratique Chef des Partis de Gauche de Rodez | - Député de Gauche Républicaine Démocratique de l'Aveyron de 1919 à 1928 - Sénateur de l'Aveyron de 1930 à 1938 - Ministre du Commerce et de l'Industrie - Ministre de la Justice |

## XXesiècle
| Période    | Période  | Identité                                                                                          | Étiquette                                              | Qualité |
| ---------- | -------- | ------------------------------------------------------------------------------------------------- | ------------------------------------------------------ | --- |
| 06/1899    | 1925     | Louis Lacombe                                                                                     | Gauche Radicale                                        | |
| 15/05/1925 | mai 1935 | Eugène Raynaldy                                                                                   | Gauche Démocratique Chef des Partis de Gauche de Rodez | - Député de Gauche Républicaine Démocratique de l'Aveyron de 1919 à 1928 - Sénateur de l'Aveyron de 1930 à 1938 - Ministre du Commerce et de l'Industrie - Ministre de la Justice |
| mai 1935   | 1944     | Raymond Bonnefous - né le 8 mai 1893 à Rodez                                                      | Républicain Indépendant Défense Agricole               | Maire - Chirurgien aux Hospices de Rodez - Conseiller de Rodez - Successeur de Paul Ramadier à la Présidence du Conseil général de l'Aveyron - Conseiller de la République, puis Sénateur de l'Aveyron de 1946 à 1958 - Fondateur de l'association des maires de l'Aveyron en 1943 |
| 1944       | 1953     | Maurice Georges Subervie - né le 18 février 1886 à Bordeaux - décédé le 26 septembre 1953 à Rodez | Républicain                                            | Maire - Imprimeur, éditeur - Résistant - Président de l'association des maires de l'Aveyron (1944-1953) |
| 1953       | 1965     | Bertrand de Lapanouse - né le 26 novembre 1897 à Fumel                                            | Conservateur républicain et paysan (droite)            | Maire - Inspecteur de l'enregistrement - Président de l'association des maires de l'Aveyron (1953-1965) - Fondateur du District du Grand Rodez |
| 1965       | 1983     | Roland Boscary-Monsservin                                                                         | Républicain Indépendant                                | Maire - Avocat - Député CNIP de l'Aveyron de 1951 à 1971 - Maire d'Onet le Château de 1953 à 1965 - Ministre de l'Agriculture et de la Pêche - Sénateur de l'Aveyron de 1971 à 1980 - Président de l'association des maires de l'Aveyron (1965-1983) - Fondateur puis président du District du Grand Rodez - Créateur de l'aérodrome Rodez-Monsservin aujourd'hui Aéroport de Rodez-Aveyron |

## XXIesiècle
| Période | Période  | Identité            | Étiquette    | Qualité |
| ------- | -------- | ------------------- | ------------ | --- |
| 1983    | 2008     | Marc Censi          | UDF puis UMP | Maire - Ingénieur Meunier - Président de la région Midi-Pyrénées de 1988 à 1998 - Président de la Communauté d'agglomération du Grand Rodez - Président de l'AdCF |
| 2008    | En cours | Christian Teyssèdre | PS puis LREM | Maire - Conseiller général du Canton de Rodez-Ouest - Président de Rodez Agglomération                                                                            |

## Compléments